# توت‌خوار چرخ‌ریسکی
توت‌خوار چرخ‌ریسکی (نام علمی: Xenodacnis parina) نام یک گونه از تیره فرخنده است.